# Monomoteur

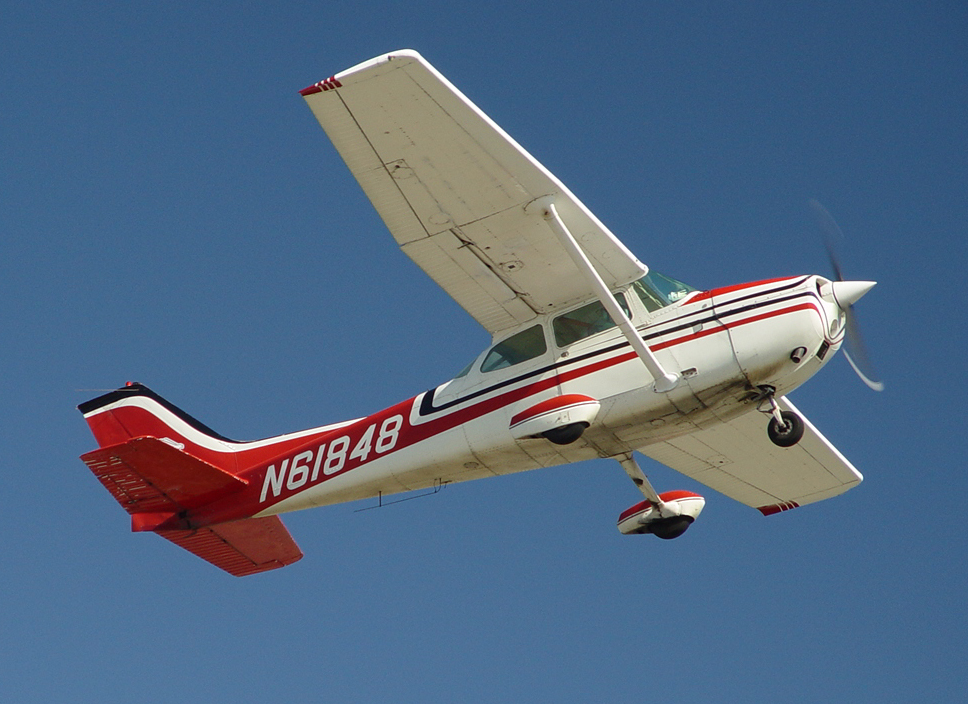
Un Cessna 172, avion monomoteur.

Un monomoteur est un véhicule aérien ou maritime qui est propulsé par un seul moteur, à la différence d'un bimoteur, trimoteur, etc..
L'Éole, le Messerschmitt Bf 109, le Piper Cub, le Mirage F1, entre beaucoup d'autres, sont des avions monomoteurs. Le Ferrari Arno XI est un exemple de bateau de course monomoteur, détenteur du record du monde de vitesse en bateau dans sa catégorie.
Dans le cas d'un avion à réaction le terme plus précis de monoréacteur est souvent employé,.
Dans le cadre des hélicoptères, le terme mono-turbine est généralement utilisé.